# Jules Mendel
Jules Mendel (de son vrai nom Jewel Mendel) est un acteur américain né à San Francisco (Californie) le 6 mai 1874 et décédé au terme d'une maladie de plusieurs années à Los Angeles (Californie) le 17 mars 1938.

## Filmographie
- 1915 : Fun at a Ball Game de Hal Roach
- 1923 : A Pleasant Journey de Robert F. McGowan
- 1924 : Sweet Daddy de Leo McCarey
- 1924 : Outdoor Pajamas de Leo McCarey
- 1924 : The Royal Razz de Leo McCarey
- 1925 : Le Piège à rats (The Rat's Knuckles) de Leo McCarey
- 1925 : Fighting Fluid de Leo McCarey
- 1925 : The Haunted Honeymoon de Fred Guiol et Ted Wilde
- 1925 : Looking for Sally de Leo McCarey
- 1925 : Wild Papa (en) de Nicholas T. Barrows et J.A. Howe
- 1925 : Quelle vie ! (Isn't Life Terrible?) de Leo McCarey
- 1925 : Le Piège à maris (Chasing the Chaser) de Stan Laurel
- 1925 : Unfriendly Enemies de Stan Laurel
- 1925 : Moonlight and Noses de Stan Laurel et F. Richard Jones
- 1925 : Le Mariage de Dudule (Should Sailors Marry?) de James Parrott
- 1926 : Good Cheer de Robert F. McGowan
- 1926 : Wandering Papas de Stan Laurel
- 1926 : Don Key (Son of Burrow) de Fred Guiol, James W. Horne et J.A. Howe